# Susana Torres (actriz)
Susana Torres Quin (Cali, Valle del Cauca, 30 de diciembre de 1974) es una actriz colombiana de larga trayectoria que se ha caracterizado por sus apariciones en muchas telenovelas de su país, se dio a conocer gracias a sus papeles en Las Juanas y Carolina Barrantes. Luego de terminar el bachillerato en el Gimnasio Femenino de Bogotá, estudió arte dramático en la academia de Rubén Di Prieto e hizo algunos cursos con Alfonso Ortíz.

## Biografía
Susana Torres nació en la ciudad de Cali en 1974. De niña era muy solitaria sin embargo su vida dio un cambio radical cuando a su padre tuvieron que reubicarlo obligándole a trasladarse a la ciudad capital del país, Bogotá.[cita requerida]
Este cambio le permitió iniciar su carrera en las telenovelas.

## Carrera
Luego de laborar durante algún tiempo haciendo comerciales, el realizador de televisión Diego Mejía la incursionó completamente al mundo histriónico. Entre sus primeros trabajos se encuentran Clase Aparte y Crónicas de una Generación Trágica, dirigida por Jorge Alí Triana. Posteriormente logró protaginzar algunas telenovelas como Carolina Barrantes, Las Juanas y Solterita y a la orden.
En el año 2002 antagoniza la telenovela Siete veces Amada en el papel de Simona. En ésta telenovela compartió créditos con Lincoln Palomeque, Cristina Umaña y Roberto Cano.
Entre sus más notables incursiones recientes en la televisión la más destacada es su participación en Escobar, el patrón del mal dónde interpreta a Nikky Polanía aprendiz de Guillermo Cano (interpretado por Germán Quintero).

## Filmografía

### Televisión[3]
| Año       | Título                              | Personaje                                  | Canal              |
| --------- | ----------------------------------- | ------------------------------------------ | ------------------ |
| 2024      | Klass 95                            | Paulina Restrepo de Domínguez              | Caracol Televisión |
| 2019      | Distrito salvaje                    | Carmen Caicedo                             | Netflix            |
| 2018-2019 | María Magdalena                     | Prócula                                    | Azteca 7           |
| 2017-2018 | La luz de mis ojos                  | Evangelina Chadid                          | Canal RCN          |
| 2016-2017 | La ley del corazón                  | Carolina de Silva                          | Canal RCN          |
| 2012      | Escobar, el patrón del mal          | Niki Polanía Durán                         | Caracol Televisión |
| 2012      | El Laberinto                        | Sara                                       | Caracol Televisión |
| 2010      | La Pola                             | Ines Ortega y Mesa                         | Canal RCN          |
| 2010      | Los caballeros las prefieren brutas | Martha Stella                              | Caracol Televisión |
| 2009      | Sin retorno                         | Mónica                                     | Canal RCN          |
| 2009      | Las trampas del amor                | Lucrecia Negret de Santana                 | Canal RCN          |
| 2005-2006 | Lorena                              | Camila de Ferrero                          | Canal RCN          |
| 2005      | Mujeres asesinas                    | Yolanda - Capítulo: Monica, La falsa mujer | Canal RCN          |
| 2002      | Siete veces Amada                   | Simona                                     | Caracol Televisión |
| 2001      | Solterita y a la orden              | Elisa Escallón                             | Canal 1            |
| 2000-2001 | Rauzán                              | Soledad de Santiño                         | Caracol Televisión |
| 1998      | Carolina Barrantes                  | Carolina Barrantes                         | Canal RCN          |
| 1998      | Código de pasión                    | Rebeca González                            | Canal Uno          |
| 1997      | Las Juanas                          | Juana Bautista                             | Canal A            |
| 1997      | Tamayo familiar                     |                                            | Canal A            |
| 1996-1997 | Copas amargas                       | Paulina                                    | Canal A            |
| 1996-1997 | Cartas a Harrison                   | Nancy                                      | Canal A            |
| 1994-1997 | Clase aparte                        | Valentina                                  | Cadena Uno         |
| 1993      | Crónicas de una Generación Trágica  | María Tadea Lozano e Isasi                 | Canal A            |
| 1993      | Vida de mi vida                     |                                            | Canal A            |

## Cine[3]
| Año  | Título                  | Personaje          |
| ---- | ----------------------- | ------------------ |
| 2021 | Bang (Cortometraje)     | Laura              |
| 2017 | Estatuas (Cortometraje) | Sara               |
| 2002 | Como el gato y el ratón | Dr. María Angélica |
| 2000 | La toma de la embajada  | Vicky              |

## Carrera como cantante
Susana no es sólo una talentosa actriz sino también posee talento en el canto. Sintió afición por el canto cuando actuaba, pues añoraba obtener un papel en el que pudiera demostrar sus habilidades con la voz, sin embargo nunca obtuvo dicha oportunidad. En el año 2001 tomó clases de canto profesional y luego viajó a Nueva York. Este viaje le permitió mejorar su habilidad de canto y perfeccionar su inglés.
Al poco tiempo de su regreso a Colombia recibió una oferta que le cayó como anillo al dedo de Argentina, pues una compañía llamada Momer 360 Grados quería hacer un homenaje a la banda The Doors y necesitaban talento nuevo y con dominio del idioma inglés que son justamente las características con las que ella cumplía.
Al compañía le gusto mucho su tono de voz grave, y aunque originalmente habían hecho un proyecto anteriormente y pensaban utilizar al mismo grupo, sin embargo al final decidieron darle la oportunidad a la colombiana pues quedaron fascinados con su voz. El álbum que grabaron se llama "We Love the Doors", que contenía 12 canciones.

## Premios y nominaciones

### Premios India Catalina
| Año  | Categoría                                     | Telenovela o Serie | Resultado                            |
| ---- | --------------------------------------------- | ------------------ | ------------------------------------ |
| 2020 | Mejor actriz antagónica de telenovela o serie | Distrito salvaje 2 | Nominada                             |
| 1998 | Mejor actriz protagónica de telenovela        | Las Juanas         | Ganadora (Ganadoras todas La Juanas) |